# Андрей Бели
Андрей Бели (на руски: Андре́й Бе́лый), псевдоним на Борис Николаевич Бугаев (на руски: Бори́с Никола́евич Буга́ев), е руски белетрист, поет и теоретик, причисляван към второто поколение руски символисти и сред най-значимите автори на руския „Сребърен век“.
Известен е преди всичко със своя роман „Петербург“ (1913), образец на модернистичен градски роман, често сравняван с „Одисей“ на Джеймс Джойс, и смятан от Владимир Набоков за една от четирите най-важни книги на ХХ век.  Бели е автор също на стихове, високо ценени във времето на създаването си, и на някои от основните теоретични текстове на руския символизъм.

### Романи
- „Серебряный голубь. Повесть в 7-и главах“ (М.: Скорпион, 1910; тираж 1000 экз.); изд. Пашуканиса, 1917; изд. „Эпоха“, 1922.
- „Петербург“ (в 1-м и 2-м сб. „Сирин“ (СПб., 1913; тираж – по 8100 экз.), окончание в 3-м сб. „Сирин“ (СПб., 1914; тираж 8100 экз.; отдельное издание ([Пг.], 1916; тираж 6000 экз.); переработанная в 1922 версия – ч. 1, 2. М.: Никитинские субботники, 1928; тираж 5000 экз.); Берлин, „Эпоха“, 1923.
- „Котик Летаев“ (1915; изд., Пг.: Эпоха, 1922; тираж 5000 экз.).
- „Крещеный китаец“ (как „Преступление Николая Летаева“ в 4-м вып. альм. „Записки мечтателей“ (1921]]); отд. изд., М.: Никитинские субботники, 1927; тираж 5000 экз.).
- „Московский чудак“ (М.: Круг, 1926; тираж 4000 экз.), также 2 изд., М.: Никитинские субботники, 1927.
- „Москва под ударом“ (М.: Круг, 1926; тираж 4000 экз.), также 2 изд., М.: Никитинские субботники, 1927.
- „Маски. Роман“ (М.; Л.: ГИХЛ; 1932; тираж 5000 экз.), вышли в свет в январе 1933.

### Поезия
- „Золото в лазури“ (М.: Скорпион, 1904), сборник стихов.
- „Пепел. Стихи“ (СПб.: Шиповник, 1909; тираж 1000 экз.; изд. 2-е, перер. – М.: Никитинские субботники, 1929; тираж 3000 экз.).
- „Урна. Стихотворения“ (М.: Гриф, 1909; тираж 1200 экз.).
- „Христос воскрес. Поэма“ (Пб.: Алконост, 1918; тираж 3000 экз.), вышла в апреле 1919.
- „Первое свидание. Поэма“ (1918; отд. изд. – Пб.: Алконост, 1921; тираж 3000 экз.; Берлин, „Слово“, 1922).
- „Звезда. Новые стихи“ (М.: Альциона, 1919; П., ГИЗ, 1922).
- „Королевна и рыцари. Сказки“ (Пб.: Алконост, 1919).
- „Звезда. Новые стихи“ (Пб.: Государственное изд-во, 1922; тираж 5000 экз.).
- „После Разлуки“, Берлин, „Эпоха“, 1922.
- „Глоссолалия. Поэма о звуке“ (Берлин: Эпоха, 1922).
- „Стихи о России“ (Берлин: Эпоха, 1922).
- Стихотворения (Берлин, изд. Гржебина, 1923).

### Пътеписи, дневници, есета
- „Путевые заметки“ (2 тома) (1911)

1. „Офейра. Путевые заметки, ч. 1“. (М.: Книгоиздательство писателей в Москве, 1921; тираж 3000 экз.).
2. „Путевые заметки, т. 1. Сицилия и Тунис“ (М.; Берлин: Геликон, 1922).

- „Воспоминания о Блоке“ (Эпопея. Литературный ежемесячник под ред. А. Белого. М.; Берлин: Геликон. № 1 – апрель, № 2 – сентябрь, № 3 – декабрь; № 4 – июнь 1923).
- „На рубеже двух столетий“ (М.; Л.: Земля и фабрика, 1930; тираж 5000 экз.).
- „Начало века“ (М.; Л.: ГИХЛ, 1933; тираж 5000 экз.).
- „Между двух революций“ (Л., 1935).